# Цветоха (село)
Цветоха (укр. Цвітоха) — село в Славутском районе Хмельницкой области Украины.

## История
Село входило в состав Славутской волости Заславского уезда Волынской губернии Российской империи.
В 1914 году здесь были построены склады боеприпасов, на основе которых в 1945 году был создан 47-й арсенал ГРАУ. После провозглашения независимости Украины арсенал получил новое наименование - 47-й арсенал Центрального ракетно-артиллерийского управления министерства обороны Украины.
По переписи 2001 года население составляло 926 человек.

## Местный совет
30014, Хмельницкая обл., Славутский р-н, с. Цветоха